# マリオパーティ くるくる!カーニバル
『マリオパーティ くるくる!カーニバル』は、カプコンが開発・発売し、2012年に稼動開始した大型アーケード用メダルゲーム。マリオパーティシリーズのメダルゲームとしては4作目（マリオシリーズとしては5作目）で『マリオパーティ8』をモチーフにしている。

## すごろくマップ
ゲームはすごろくマップによって進行する。コインを投入し、指定のチャッカーに入るとマリオがスゴロクブロックを叩き、出た数だけスゴロクを進む。止まったマスによりイベントが発生する。また、ブロックがあった場合はブロックを叩き、中にあるメダル、アイテムを手に入れる。なお、保留は9個まで貯めることができ、満タンの状態でチャッカーに入れると保留が3段階までランクアップする。ランクが上がるとメダルが多くもらえるようになる。
- マスの内訳

イベントマス
イベントが発生する。
VSバトルマス
ライバルキャラと対戦し、1ダメージごとにメダル10枚獲得、勝てばハッピールーレットかキャッチャーチャンス獲得。
ラッキーマス
多くメダルがもらえるラッキールートへ進む。
ゴールルーレットマス
ゴールするとルーレットによりキャッチャーチャンスかメダル（30枚か50枚）をもらう事が出来る。
- ブロック内のアイテム

コイン
メダルがもらえる。
キャンディ（バネバネ・コロコロ・カクカク・ドッスンの4種類）
マリオが変身しイベントが発生する。ドッスンキャンディは、VSバトルマスの2マス手前にだけ必ず入っている。
バネバネは、少しだけゴールに近づく場所にワープできる。
コロコロは、スゴロクブロックを叩いて出た目×5枚のメダルをもらえ、スゴロクを進める。
カクカクは、スゴロクブロックを叩いてスゴロクを進めるほか、通過するマスすべてにブロックが現れて叩けるようになる。
ドッスンは、スゴロクブロックを叩いてスゴロクを進み、VSバトルマスに立つ相手を撃破して、メダル50枚もらえる。
ミニゲーム
ミニゲームに挑戦し、メダルがもらえる。条件をクリアするとハッピールーレット。
キャッチャーチャンス
キャッチャーに1回挑戦する。
ダーツの矢
ダーツの矢を1本獲得する。10本集めるとミニゲームに挑戦できる。（最高500枚）
リール抽選（赤と金）
スロットのリールによりフィーバーチャンス・ジャックポットチャレンジ・キャッチャーチャンス・メダル10枚のいずれかが当たる。赤のリールはボタンで止める。（ジャックポットチャレンジかキャッチャーチャンス）

## フィーバーチャンス
ブロックでフィーバーチャンスを出すとフィーバーチャンスに突入する。フィーバーチャンスでは前作までのカーニバルモードに近いX字型の5リール2ラインのスロットに挑むことになる。
奇数絵柄（1:ルイージ、3:マリオ、5:ピーチ）を出せば1ラインで20枚、2ラインで40枚の配当となる。
7のキャッチャーで揃えれば揃った ライン数分ゴールデンキャッチャーチャレンジとなる。（ボールの落ちる位置が一番手前確定）
5連荘で50枚ボーナス、7連荘で70枚ボーナス、10連荘で100枚ボーナス、以降5連荘ごとに100枚ボーナスが払われる。
偶数絵柄（2・4・6・8:クッパ）を出すと配当は1ライン10枚、2ライン20枚。偶数絵柄を出すと4連荘するまでは継続ゲームとなり、それ以上は終了となる。その場合、1枚メダルを投入し光っているポケットに入れれば継続、失敗すると終了となる。

## キャッチャーチャンス
スロットやブロック、クルーン抽選、ミニゲームなどの結果で「キャッチャーチャンス」を獲得した場合、一つにつき一回のキャッチャーチャンスに挑戦する。ボタンですくう。チャンスは1回。ボールをすくうことができればそのボールが自分のフィールドに投入される。ボールを5つ落とすと後述のスターチャレンジに突入する。

## スターチャレンジ
ボールを5つ落とすとスターチャレンジとなる。ボールを1球投じ、入った場所により配当が決まる。
ジャックポットチャレンジ（確率2/10）
入った色のジャックポットチャレンジに突入。
ボールストックゲーム（確率1/10）
チャッカーに入るとボール数×倍数分のメダルが貰える。
25,50,75枚（確率7/10）
ポケットに入ったメダル枚数を払い出す。

## ジャックポットチャレンジ
リール抽選でジャックポットを出すかスターチャレンジでジャックポットチャレンジにボールが入ればジャックポットチャレンジとなる。ボールを1球投じ、入った場所の配当が貰える。
ジャックポット（レッド・ブルー）（確率1/12）
ジャックポットチャレンジの色によって表示された枚数分払い出し。さらにキャッチャーチャンスも獲得できる。
エクストラゲーム（確率1/12）
ボールがポケットに入るまでメダルが1枚ずつ増える。
ボールがポケットに入るとルーレットが止まる。
INに止まると初期値以上の配当がもらえ、OUTに止まると初期値の配当が貰える。
チャンス（確率2/12）
レッドジャックポットチャレンジの場合は、ジャックポットを獲得できる確率が上がり、
ブルージャックポットチャレンジの場合は、ジャックポットを含むすべての枚数が2倍や4倍に上がる。
75,100枚（確率4/12）
ポケットに入ったメダル枚数を払い出す。
クッパポケット（確率2/12）
サイコロを叩いて20×サイコロ目のメダルを獲得できる。